# Karl Königseder

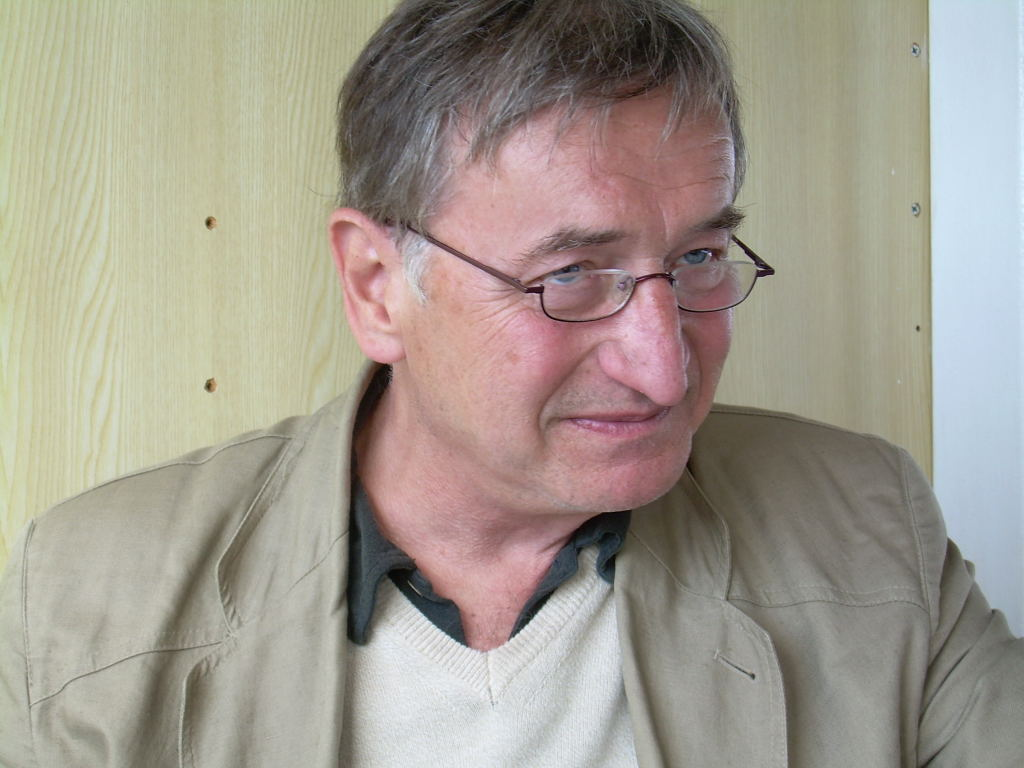
Karl Königseder (2007)

Karl Königseder (* 1943 in Perg, Oberösterreich; verschollen seit dem 13. August 2009 in Unterach am Attersee) war ein österreichischer Schriftsteller und Psychiater.

## Leben
Der aus einer Arztfamilie stammende Karl Königseder debütierte 1968 mit einem Gedichtband (In lockerem Kontakt) und veröffentlichte Texte in österreichischen Literaturzeitschriften. Fini, ein Theaterstück (1973) wurde vom Wiener Burgtheater angenommen, aber letztlich nicht gespielt. Königseder absolvierte in Wien ein Medizinstudium, war ab 1974 in der Schweiz tätig und machte dort die Ausbildung zum Psychiater und Psychoanalytiker. 1989 heiratete er eine Schweizer Literaturwissenschaftlerin und Psychoanalytikerin. Ab 1982 publizierte er psychoanalytische Literaturinterpretationen, etwa zu den Themen Melancholie als Fetisch und Hysterie und Wiener Moderne. Königseder setzte sich dabei vorrangig mit Autoren der Schwarzen Romantik wie E. T. A. Hoffmann, Charles Baudelaire und Edgar Allan Poe auseinander, aber auch mit Robert Musil, Alfred Kubin, Joe Orton, Tennessee Williams, Antonin Artaud und F. Scott Fitzgerald. Am meisten Beachtung fand sein Essay über Aby Warburgs psychische Erkrankung und Aufenthalt im Sanatorium Bellevue.
Königseder ist seit 12. August 2009 aus einem Ferienhaus in Unterach abgängig. Eine großangelegte Suchaktion mit Polizeihundestaffel, Hubschraubern und Beteiligung der Bevölkerung verlief erfolglos.

## Werke

### Schriften
- In lockerem Kontakt. Gedichte. Österreichische Verlagsanstalt, Wien 1968.
- Das Körperbild der Psychoanalyse oder die Lust als Trost. In: Schweizerische Rundschau für Medizin. Bd. 75 (1986), Heft 35, S. 1–4, PMID 3764250.
- Wiederholte Porträts. In: Fee Schlapper: Gegenüberstellung. Porträts über die Zeit. Edition Stemmle, Schaffhausen 1988, ISBN 3-7231-0371-5, S. 7–14.
- Eros und Melancholie in Wissenschaft, Literatur und Musik. In: Hartmann Hinterhuber et al.: Liebe und Depression. 100 Jahre Universitätsklinik für Psychiatrie Innsbruck: 25. Jahrestagung der DGPA in Innsbruck 1991. Verlag Integrative Psychiatrie, Innsbruck 1992, S. 53–58.
- Aby Warburg im Bellevue. In: Robert Galitz, Brita Reimers (Hrsg.): Aby M. Warburg: „Ekstatische Nymphe … trauernder Flussgott“. Portrait eines Gelehrten (= Schriftenreihe der Hamburgischen Kulturstiftung. Band 2). Dölling und Galitz, Hamburg 1995, S. 74–103.
- Der bedrohte Mann. Männlichkeit und Destruktivität. In: Sylvia von Arx et al. (Hg.). Koordinaten der Männlichkeit: Orientierungsversuche. Edition Diskord, Tübingen, ISBN 3-89295-728-2, S. 119–139.

### Szenische Lesungen
- Vom Lustprinzip zum Todestrieb. Texte von und um Sigmund Freud. Theater am Neumarkt, Zürich, 19. Januar 1986.
- Die verdrängte Psychoanalyse. Psychoanalyse und Literatur. Deutschland, Österreich, Schweiz 1933–1945. Filmpodium der Stadt Zürich, 21. Mai 1989; Stadttheater Konstanz, 18. März 1990.

### Vertonungen
- Balduin Sulzer: Vier Lieder nach Texten von Karl Königseder (Op. 22), entstanden 1972, uraufgeführt 1985 in Linz.[5]